# Vũ Phạm Quyết Thắng
Vũ Phạm Quyết Thắng là một chính khách Việt Nam, nguyên Phó Tổng Thanh tra Chính phủ.
Ông sinh ngày 12/12/1946 ông là chắt đích tôn của Tam Nguyên Thám Hoa Vũ Phạm Hàm, người làng Đôn Thư xã Kim Thư, huyện Thanh Oai, tỉnh Hà Đông, nay là Hà Nội.
Ông xuất thân từ gia đình nhân sĩ trí thức, bản thân đã kinh qua các trường học đạt đến học vị Tiến sĩ, trải nghiệm qua nhiều công tác: công nhân ngành cơ khí, giảng dạy ở bậc Đại học, cán bộ nghiên cứu khoa học, chuyên viên cao cấp trong công tác tư vấn, từng đảm đương là vụ trưởng vụ Tổng hợp những vấn đề kinh tế      Xã hội của Văn phòng Chủ tịch nước trong 8 năm, chức vụ cuối cùng trước khi nghỉ hưu là Phó tổng Thanh tra Chính phủ.